# Liste des orgues de Poitou-Charentes protégés aux monuments historiques
Cet article recense les orgues protégés aux monuments historiques en Poitou-Charentes, France.

## Liste
| Orgue                                         | Département       | Commune               | Édifice                                           | Référence | Année | Protection | Illus. |
| --------------------------------------------- | ----------------- | --------------------- | ------------------------------------------------- | --- | ----- | ---------- | ------ |
| Orgue de tribune buffet                       | Charente          | Angoulême             | Cathédrale Saint-Pierre d'Angoulême               | « PM16000012 », notice no PM16000012 « PM16000416 », notice no PM16000416                                      | 1975  | Classé     |        |
| Orgue de chœur partie instrumentale           | Charente          | Angoulême             | Église Saint-André d'Angoulême                    | « PM16000415 », notice no PM16000415 « PM16000335 », notice no PM16000335                                      | 1987  | Classé     |        |
| Orgue de tribune buffet                       | Charente          | Angoulême             | Église Saint-André d'Angoulême                    | « PM16000414 », notice no PM16000414 « PM16000413 », notice no PM16000413                                      | 1975  | Classé     |        |
| Orgue de tribune buffet, partie instrumentale | Charente          | Angoulême             | Église Saint-Jacques de l'Houmeau                 | « PM16000020 », notice no PM16000020 « PM16000417 », notice no PM16000417 « PM16000418 », notice no PM16000418 | 1973  | Inscrit    |        |
| Orgue de tribune buffet                       | Charente          | Angoulême             | Église Saint-Martial d'Angoulême                  | « PM16000420 », notice no PM16000420 « PM16000419 », notice no PM16000419                                      | 1995  | Inscrit    |        |
| Orgue de tribune buffet, partie instrumentale | Charente-Maritime | Jonzac                | Église Saint-Gervais-et-Saint-Protais de Jonzac   | « PM17000846 », notice no PM17000846 « PM17000844 », notice no PM17000844 « PM17000845 », notice no PM17000845 | 1998  | Classé     |        |
| Orgue de tribune partie instrumentale         | Charente-Maritime | Marennes              | Église Saint-Pierre de Marennes                   | « PM17000847 », notice no PM17000847 « PM17000193 », notice no PM17000193                                      | 1986  | Classé     |        |
| Orgue de chœur buffet, partie instrumentale   | Charente-Maritime | La Rochelle           | Cathédrale Saint-Louis de La Rochelle             | « PM17000850 », notice no PM17000850 « PM17000848 », notice no PM17000848 « PM17000849 », notice no PM17000849 | 1998  | Classé     |        |
| Orgue de tribune partie instrumentale         | Charente-Maritime | La Rochelle           | Cathédrale Saint-Louis de La Rochelle             | « PM17000851 », notice no PM17000851 « PM17000353 », notice no PM17000353                                      | 1983  | Classé     |        |
| Orgue de tribune buffet                       | Charente-Maritime | La Rochelle           | Église Saint-Sauveur de La Rochelle               | « PM17000294 », notice no PM17000294 « PM17000852 », notice no PM17000852                                      | 1981  | Classé     |        |
| Orgue de chœur orgue                          | Charente-Maritime | La Ronde              | Église Saint-Pierre de La Ronde                   | « PM17000853 », notice no PM17000853                                                                           | 2002  | Inscrit    |        |
| Orgue de tribune orgue                        | Charente-Maritime | Royan                 | Église Notre-Dame de Royan                        | « PM17000854 », notice no PM17000854                                                                           | 2006  | Classé     |        |
| Orgue de tribune buffet, partie instrumentale | Charente-Maritime | Saintes               | Cathédrale Saint-Pierre de Saintes                | « PM17000477 », notice no PM17000477 « PM17000855 », notice no PM17000855 « PM17000482 », notice no PM17000482 | 1943  | Classé     |        |
| Orgue de tribune partie instrumentale         | Charente-Maritime | Saintes               | Église Saint-Vivien de Saintes                    | « PM17000856 », notice no PM17000856 « PM17000651 », notice no PM17000651                                      | 1993  | Classé     |        |
| Orgue de tribune partie instrumentale         | Charente-Maritime | Saint-Jean-d'Angély   | Abbaye Saint-Jean-Baptiste de Saint-Jean-d'Angély | « PM17000857 », notice no PM17000857 « PM17000395 », notice no PM17000395                                      | 1982  | Classé     |        |
| Orgue de tribune partie instrumentale         | Charente-Maritime | Saint-Pierre-d'Oléron | Prieuré Saint-Pierre de Saint-Pierre-d'Oléron     | « PM17000858 », notice no PM17000858 « PM17000450 », notice no PM17000450                                      | 1986  | Classé     |        |
| Orgue à cylindres partie instrumentale        | Deux-Sèvres       | Airvault              | Abbaye Saint-Pierre d'Airvault                    | « PM79000314 », notice no PM79000314 « PM79000270 », notice no PM79000270                                      | 1994  | Classé     |        |
| Orgue de tribune partie instrumentale         | Deux-Sèvres       | Niort                 | Église Notre-Dame de Niort                        | « PM79000315 », notice no PM79000315 « PM79000100 », notice no PM79000100                                      | 1982  | Classé     |        |
| Orgue de tribune buffet, partie instrumentale | Deux-Sèvres       | Parthenay             | Église Sainte-Croix de Parthenay                  | « PM79000317 », notice no PM79000317 « PM79000316 », notice no PM79000316 « PM79000318 », notice no PM79000318 | 1997  | Classé     |        |
| Orgue de tribune partie instrumentale         | Deux-Sèvres       | Saint-Maixent-l'École | Abbatiale Saint-Maixent de Saint-Maixent-l'École  | « PM79000319 », notice no PM79000319 « PM79000251 », notice no PM79000251                                      | 1991  | Classé     |        |
| Orgue de tribune buffet, partie instrumentale | Deux-Sèvres       | Thouars               | Église Saint-Laon de Thouars                      | « PM79000322 », notice no PM79000322 « PM79000320 », notice no PM79000320 « PM79000321 », notice no PM79000321 | 1999  | Inscrit    |        |
| Orgue de tribune buffet, partie instrumentale | Vienne            | Chauvigny             | Église Saint-Pierre de Chauvigny                  | « PM86000884 », notice no PM86000884 « PM86000882 », notice no PM86000882 « PM86000883 », notice no PM86000883 | 1998  | Inscrit    |        |
| Orgue de tribune partie instrumentale         | Vienne            | Loudun                | Église Saint-Pierre du Martray                    | « PM86000885 », notice no PM86000885 « PM86000271 », notice no PM86000271                                      | 1987  | Classé     |        |
| Orgue de tribune partie instrumentale         | Vienne            | Montmorillon          | Église Saint-Martial de Montmorillon              | « PM86000886 », notice no PM86000886 « PM86000344 », notice no PM86000344                                      | 1985  | Classé     |        |
| Orgue de tribune buffet, partie instrumentale | Vienne            | Poitiers              | Cathédrale Saint-Pierre de Poitiers               | « PM86000427 », notice no PM86000427 « PM86000887 », notice no PM86000887 « PM86000428 », notice no PM86000428 | 1908  | Classé     |        |
| Orgue de tribune partie instrumentale         | Vienne            | Poitiers              | Église Saint-Hilaire-le-Grand de Poitiers         | « PM86000888 », notice no PM86000888 « PM86000540 », notice no PM86000540                                      | 1987  | Classé     |        |
| Orgue de tribune partie instrumentale         | Vienne            | Poitiers              | Église Saint-Jean de Montierneuf                  | « PM86000904 », notice no PM86000904 « PM86000534 », notice no PM86000534                                      | 1984  | Classé     |        |
| Orgue de tribune partie instrumentale         | Vienne            | Poitiers              | Église Saint-Jean de Poitiers                     | « PM86000889 », notice no PM86000889 « PM86000890 », notice no PM86000890                                      | 1984  | Classé     |        |